# Дід

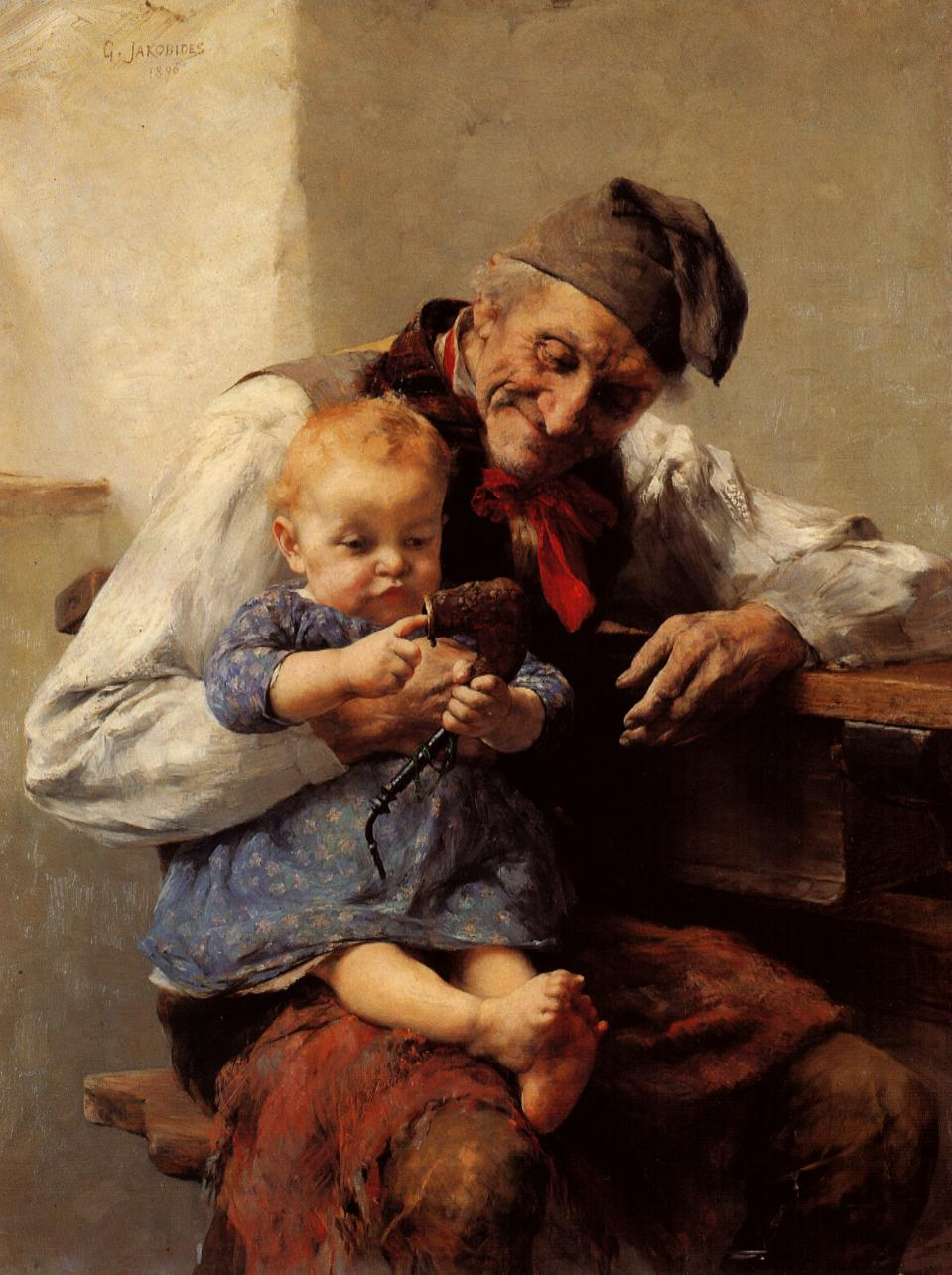
Дідусь з онуком. Картина Георгіоса Іаковідіса

Дід (пестл. діду́сь, діду́ньо, ді́до, дзі́дзьо; англ. Grandfather) — батьків або материн батько, родич онука чи онучки по будь-якій лінії споріднення (материнській чи батьківській). У онука та онучки є два діди: батько батька та батько матері.
- Прапрадід — батько прадіда, батькового або материного діда.
- Прадід — батько діда, батькового або материного батька.
- Дідом часто називають пристарілу людину чоловічої статі (англ. Old man).
- Дідівщина, дідизна — спадщина від діда.
- Дідівство — властиві дідові відчуття родинного зв'язку з онуками.